# Taifa de Málaga
Taifa de Málaga foi um reino independente muçulmano que surgiu no Alandalus em 1026, por causa da desintegração que o Califado de Córdova vinha sofrendo desde 1008, e que desapareceria definitivamente em 1238 ao ser conquistada pelo Reino Nacérida de Granada. Entre a sua fundação em 1026 e o seu desaparecimento em 1238 podem-se distinguir quatro etapas históricas, correspondentes às quatro dinastias que reinaram.

## História

### Período hamúdida(1026–1057)
A primeira etapa da Taifa de Málaga abrange um período de trinta e um anos, em que os seus reis pertenceram à dinastia hamúdida, salvo um breve intervalo de apenas um ano em que o trono foi ocupado por um eslavo. Este período começou em 1026 quando o califa Iáia I (r. 1026–1035), após ser expulso do trono cordovês, uniu sob o seu mandato as coras de Málaga e de Algeciras. Desde o primeiro momento Iáia I contou com o apoio dos Zíridas da Taifa de Granada e foi adjudicado o título de califa, que a partir de então usaram os reis taifas de Málaga exclusivamente.
O seu reinado caracterizou-se pelo confronto com os reis Abádidas da Taifa de Sevilha, que resultou na conquista da Taifa de Carmona, a qual, devido à sua posição estratégica, era uma ameaça direta sobre a taifa sevilhana, que logo a reconquistaria. Em 1035, a morte de Iáia I implicou a divisão do território em duas entidades independentes: a própria Taifa de Málaga, que passou a ser governada pelo seu irmão, Idris I (r. 1035–1039), e a Taifa de Algeciras, que ficou nas mãos do seu sobrinho Maomé ibne Alcacim. Durante este reinado seguiram as lutas contra os Abádidas sevilhanos, conseguindo derrotá-los em Écija em 1039 com o apoio das taifas de Almeria, Granada e Carmona.
A Idris I sucedeu-o no trono Iáia II (r. 1039–1040), ainda que apenas um ano depois, em 1040, foi destronado pelo seu tio Haçane al-Mustansir (r. 1040–1042), que pela sua vez perderia o trono em 1042 às mãos do eslavo Naia, o Usurpador (r. 1042), com o que a dinastia hamúdida se viu interrompida durante um breve período. O assassinato de Naia esse mesmo ano e a entronização de Idris II (r. 1042–1047), irmão de Haçane, implicou a volta da dinastia hamúdida.
Idris II reinou até 1047, quando foi deposto, encarcerado e substituído no trono pelo seu primo Maomé I (r. 1047–1052/53), que se manteve no trono até ser envenenado, sendo coroado o seu sobrinho Idris III, em 1052 ou 1053, segundo as versões, o qual se manteve no trono somente durante um ano, pois também foi assassinado e substituído por Idris II (r. 1053–1054/5), que ocupou novamente o trono, numa segunda etapa que se prolongou até a sua morte em 1054 ou 1055. O trono passou então para o seu filho Maomé II (r. 1054/1055) e depois para o irmão deste, Iáia III (r. 1054/5–1057), que sofreu a conquista da taifa em 1057 por Badis ibne Habus (r. 1038–1073), rei zírida de Granada.

### Período zírida(1073–1090)

Taifas muçulmanas ca. 1080

Reino de Granada

Desde a conquista de Málaga em 1057 por Badis ibne Habus, a taifa foi governada durante dezessete anos por um único rei dependente da taifa zírida de Granada. À morte de Badis em 1073 esta situação mudou, quando os seus netos repartiram o reino, correspondendo Málaga a Tamime ibne Bologuine e Granada ao seu irmão Abedalá ibne Bologuine. Imediatamente ocorreu um confronto entre os irmãos, e uma primeira petição de ajuda ao Império Almorávida por parte do malacitano Tamime, que não deu resultado.
Anos mais tarde, em 1085, após a conquista de Toledo por Afonso VI (r. 1065–1109), vários reis taifas recorreram também aos Almorávidas para fazer face ao avanço cristão. Contudo, embora os Almorávidas derrotassem o rei castelhano na Batalha de Zalaca, após a mesma, vendo a debilidade que tinham os reinos taifas pelas suas contínuas disputas internas, enfrentaram a eles, conquistando a Taifa de Málaga em 1090.

### Período hassunida(1145–1153)
Durante os segundo período das taifas, ocorreu a terceira etapa da taifa de Málaga, que abrange um período de somente oito anos, com um rei pertencente à dinastia hassunida, Abul Aláqueme Huceine (r. 1145–1153) que, após um período de dominação almorávida de quase cinquenta anos, aproveitou uma revolta popular para os expulsar e ficar com o trono. A sua impopular política tributária e as alianças com reinos cristãos contra os Almorávidas, tornaram muito impopular o seu reinado, provocando a chegada dos almóadas e o seu suicídio em 1153.

### Período zanunida(1229–1238)
A última etapa da Taifa de Málaga, durante os terceiro período das taifas, abrange um período de nove anos, em que o trono foi ocupado por ibne Zanune (r. 1229–1238), membro da dinastia zanunida, cujo falecimento em 1238 implicou o definitivo desaparecimento da Taifa de Málaga, que ficou incorporada ao Reino de Granada.